# Самозбережувальна поведінка
Самозбережувальна поведінка — це поведінка або система поведінки, що сприяє виживанню та адаптації організму.

## Термінологія
В основі самозбережувальної поведінки лежить самозахист від заподіяння собі шкоди. Нейробіологи вважають біологічні інстинкти рушійними кроками до самозбереження, як втеча від загрози. Проте людині не завжди в пригоді інстинкти щодо фізичного самозбереження.
Самозбережувальна поведінка також має на увазі самозахист фізичний та емоційний.
Під самозбережувальною поведінкою психологи перш за все мають на увазі не медичну активність, а діяльність людини щодо збереження організму та себе, як особистості.

## Значення
Самозбережувальна поведінка зберігає енергію, психічне здоров'я, захищає від токсичних людей, підтримує самооцінку.
Самозбережувальна поведінка особливо важлива в екстремальних умовах. Цю тему досліджує В. Слободяник, який визначає самозбережувальну поведінку як складну інтегративну систему рольових та особистих якостей індивіда для самозахист та самотурботи про своє здоров'я.
Самозбереження в психології також стосується теорії соціального самозбереження, яке полягає у підкоренні іншим через почуття сорому чи провини.
Це може перешкоджати у виявленні власних потреб чи почуттів, замість підкорення потребам іншим.

## Ознаки загрози самозбереження
Основними ознаками загрози самозбереження можуть бути:
- завмирання, коли хтось стикається з Вами
- Ви ігноруєте свій інстинкт відпочинку
- Ви виснажені та дратівливі через неможливість сказати "Ні" додатковій роботі
- Ви уникаєте виконанню домашніх справ
- Ви тримаєте у своєму житті токсичних людей
- Ви маєте поганий фінансовий баланс

## Саморуйнівна поведінка
Саморуйнівна поведінка — це поведінка, в основі якої лежить деструктивна експлуатація власного здоров'я, тенденція до руйнування здоров'я, девіантна поведінка стосовно здоров'я, як небажання людини рахуватися з нормами здорового способу життя, харчування, роботи, відпочинку, гігієни та медичним рекомендаціям.